# Адміністративний поділ Федеративних Штатів Мікронезії
Федеративні Штати Мікронезії включають 4 штати:
| Прапор штату    | Штат   | Адміністративний центр штату | Територія штату, км² | Населення штату, ос. (2010) | Щільність населення, ос./км² |
| --------------- | ------ | ---------------------------- | -------------------- | --------------------------- | ---------------------------- |
| Flag of Chuuk   | Чуук   | Вено                         | 127                  | 48 654                      | 383,10                       |
| Flag of Kosrae  | Косрае | Тофол                        | 109                  | 6616                        | 60,70                        |
| Flag of Pohnpei | Понпеї | Колонія (Понпеї)             | 344                  | 36 196                      | 105,22                       |
| Flag of Yap     | Яп     | Колонія (Яп)                 | 122                  | 11 377                      | 93,25                        |
|                 | Всього |                              | 702                  | 102 843                     | 146,50                       |